# آربیندا
آربیندا شهری در شمال کشور بورکینافاسو است. این شهر مرکز بخش آربیندا است که در استان سُوم واقع شده‌است. این شهر تا سال ۲۰۱۲، ۹۷۹۰ نفر جمعیت داشته‌است.

## تاریخ
در ۲۴ دسامبر سال ۲۰۱۹، گروهی از شبه نظامیان در یکی از مرگبارترین حملات تروریستی تاریخ بورکینافاسو به غیرنظامیان و یک پایگاه نظامی در آربیندا حمله کردند. حداقل ۱۲۲ نفر، از جمله ۳۵ غیرنظامی، ۷ سرباز و ۸۰ مهاجم کشته شدند.